# Willem Cornelisz. Duyster

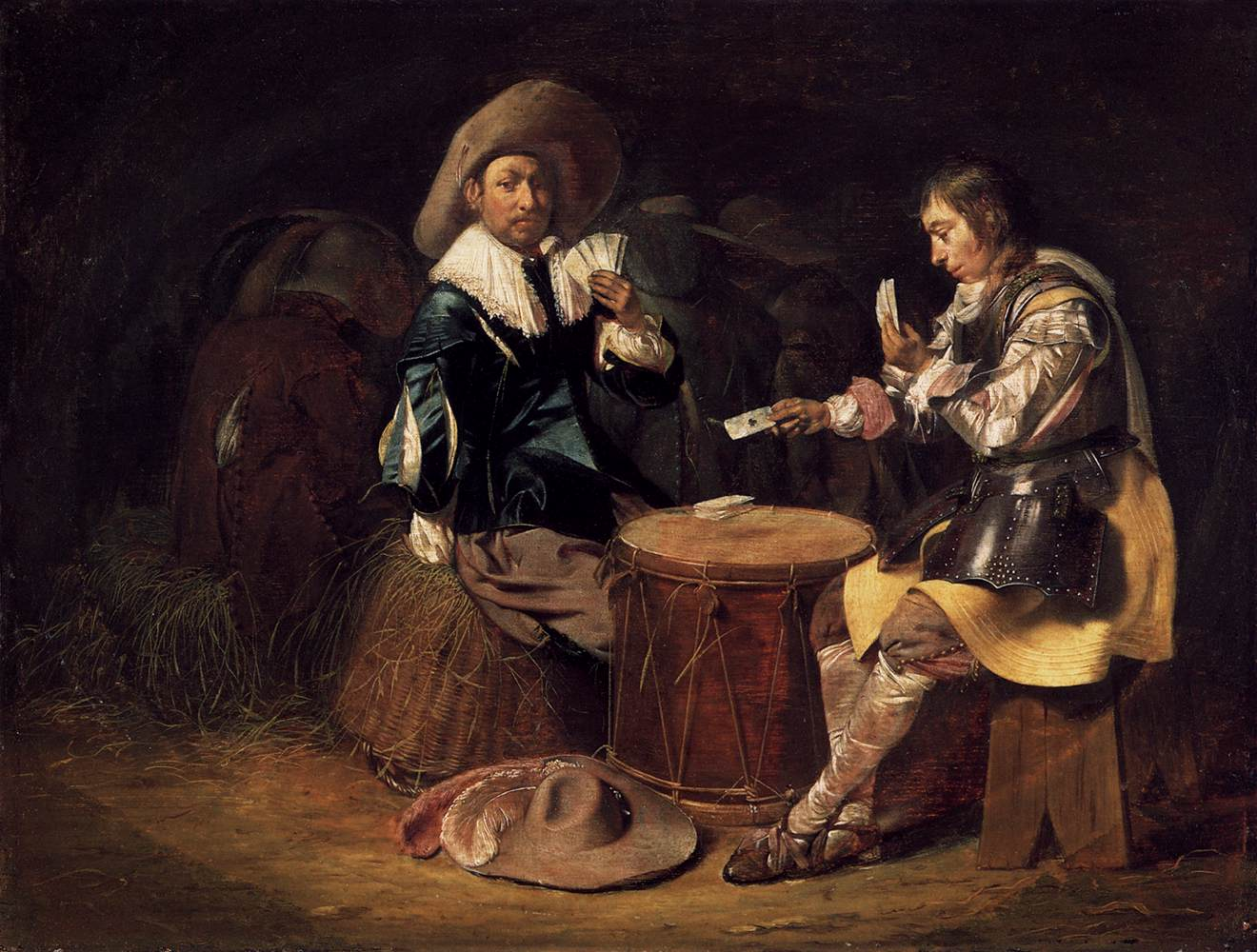
Żołnierze grający w karty, ok. 1620

Willem Cornelisz. Duyster (wym. /ˈʋɪləm ˈkɔrnəlɪs ˈdœy̆stər/; ochrz. 30 sierpnia 1599 w Amsterdamie, poch. 31 stycznia 1635 tamże) – holenderski malarz.

## Życiorys
Był uczniem Barenda van Somerena i Cornelisa van der Voorta. Malował pod wpływem twórczości m.in. Halsa, de Keysera i Palamedesza. Karierę artysty przerwała przedwczesna śmierć w czasie epidemii dżumy w 1635.

## Twórczość
Malował sceny rodzajowe i portrety. Często w swoich dziełach przedstawiał żołnierzy, zwykle podczas zabawy, gier lub zalotów. Osiągnął biegłość w przedstawianiu tekstyliów i różnic psychologicznych pomiędzy prezentowanymi postaciami. Jego karierę przerwała przedwczesna śmierć w czasie epidemii dżumy w 1635.